# اغنية أخيل
أغنية أخيل هي رواية للكاتبة الأمريكية مادلين ميلر. تقع أحداثها في اليونان القديمة، إنها عمل مشتق من إلياذة الشاعر هومر، مروية من وجهة نظر فطرقل. الرواية تتبع علاقة فطرقل وأخيل، من لقائهما لأول مرة إلى فراقهما في حرب طروادة، مع التركيز على علاقتهما الرومانسية. عام 2012 فازت الرواية بجائزة أورانج للخيال.